# La mexicana y el güero
La mexicana y el güero es una telenovela mexicana de comedia romántica producida por Nicandro Díaz González para Televisa en el 2020. Es una versión de la telenovela chilena Cómplices, creada por Víctor Carrasco y Vicente Sabatini, siendo adaptada por Kary Fajer y Gerardo Luna.
Se estrenó por Las Estrellas el 17 de agosto de 2020 en sustitución de Como tú no hay 2. Desde el 28 de septiembre de 2020, la producción es movida al horario de las 18:30 h, suplantando a la tercera temporada de Esta historia me suena en ese espacio, debido al bajo rendimiento que ha tenido la producción en cuanto a índice de audiencia y dejando en su horario original a Vencer el desamor. Finalizó el 7 de febrero de 2021 siendo reemplazado por Fuego ardiente.
Está protagonizada por Itatí Cantoral y Juan Soler, junto con Luis Roberto Guzmán, Laura Vignatti, Tania Lizardo, Sabine Moussier y Rodrigo Abed en los roles antagónicos; acompañados por Nora Salinas, Irán Castillo, Julio Camejo, Gabriela Zamora, Montserrat Marañón, Horacio Pancheri, Daniela Álvarez, con Gala Montes, Eleazar Gómez (reemplazado después por Ferdinando Valencia), Sian Chiong, Jacqueline Andere, Patricio Castillo, Rocío Banquells y Lorena Velázquez.

## Trama
Andrea Ibarrola (Itatí Cantoral) es una estafadora profesional, que usa su belleza, inteligencia y encanto para engañar a sus víctimas, a lado de su hija Katya (Gala Montes). En los Estados Unidos, Andrea tiene una cómplice llamada Olinka (Sabine Moussier), quien le da a conocer información sobre Tyler Somers (Juan Soler), su próxima víctima. Es el mayor productor de papas de calidad de Idaho en el mundo y al mismo tiempo es un hombre amable y noble. Tyler fue adoptado y criado por Rose (Lorena Velázquez), su madre adoptiva. Ella, en su lecho de muerte, le pide a Tyler que busque a su madre biológica Matilde Rojas. Lo cual Andrea comienza a idear un plan maestro para que Tyler crea que ha encontrado a su familia biológica. Ella se pone en contacto con él, diciéndole que es su hermana y que su verdadera madre quiere verlo, como el resto de la familia, que lo esperan en México con los brazos abiertos. Andrea contrata a siete personas con dificultades económicas para que se unan a la familia falsa. Gracias al pago sustancial, todos aceptan desempeñar su papel. Tyler queda impresionado al conocer a Andrea, su supuesta hermana. Andrea también siente de inmediato algo muy especial por él. Después de haberse enamorado de verdad de su víctima, Andrea tendrá que elegir entre renunciar a su plan o al amor, dejándola entre un gran dilema moral.

## Reparto
La lista de algunos de los actores confirmados fue publicado por el sitio web de Las Estrellas el 11 de marzo de 2020.

### Principales
- Itatí Cantoral como Andrea Ibarrola Gil
- Juan Soler como Tyler Somers / Leopoldo
- Luis Roberto Guzmán como René Fajardo
- Jacqueline Andere como Brunilda Cuéllar / Matilde Rojas "Maty"
- Nora Salinas como Helena Peñaloza de Heredia
- Irán Castillo como Gladys Carmona
- Julio Camejo como Mario Nava[11]
- Gala Montes como Katya Ibarrola Gil
- Sian Chiong como Diego Torres
- Eleazar Gómez como Sebastián de la Mora "Bastían" #1
- Jackie Sauza como Erika Núñez
- Gabriela Zamora como Marcia Serrano de Ayala
- Pablo Valentín como Luis Ayala Montaño
- Laura Vignatti como Sofía Gastelum de Nava
- Miguel Martínez como Ignacio "Nacho" Santoyo de la Mora
- Gabriela Carrillo como Paulina Villaseñor
- Montserrat Marañón como La Chabela
- Patricio Castillo como Jaime Salvatorre[11]
- Alejandra Procuna como Isis de Robles
- José Montini como Bonifacio Robles
- Tania Lizardo como Zulema Gutiérrez
- Daniela Álvarez como Viiyéri Neiya Robles
- Elaine Haro como Rocío Heredia Peñaloza
- Rodrigo Brand como Brandon Heredia Peñaloza
- Danielle Lefaure como Megan Robin
- Lara Campos como Melody Nava Gastelum[11]
- Rodrigo Abed como Gonzalo Heredia
- Sabine Moussier como Olinka Cohen
- Ferdinando Valencia como Sebastián de la Mora "Bastían" #2[12][13]

### Recurrentes e invitados especiales
- Lorena Velázquez como Rose Somers[14]
- Horacio Pancheri como Rodrigo Avellaneda[15]
- Xavier Marc como Tulio "Malacara" Barrales
- Carlos Mosmo como Archie
- Joan Kuri como Lester
- Marcos Montero como el Sr. Bravo
- Eduardo Shacklett como Sabino Barrón
- Martín Brek
- Tony Balardi como Matías
- Joshua Gutiérrez como Fernando Torres
- Octavio Ocaña como el Sr. Cruz[16]
- Rocío Banquells como Dolores "Lolita" de la Mora[17]
- Sergio Reynoso como Fermín Santoyo
- Omar Fierro como Agustín Gastelum[18]
- Aleida Núñez como Rosenda[19]
- Diana Golden[20]
- Lisardo como Monti[21]
- Lucero Lander como Piedad de la Mora de Santoyo[22]
- Norma Lazareno como Doña Crucita / Matilde Rojas «Maty»[23]
- Martha Julia como la Detective Vanessa Larios[24][25]
- María Prado como la enfermera Dulce[23]
- Yurem Rojas como comentarista deportivo
- Erika Buenfil como la Dra. Mónica Traven[26][27]
- Ana Martín como Toñita

## Episodios
| N.º | Título                                         | Fecha de emisión original | Audiencia (millones) |
| --- | ---------------------------------------------- | ------------------------- | -------------------- |
| 1 | «Vamos a despelucar a un güero»                | 17 de agosto de 2020      | 3.3                  |
| Olinka y Andrea deciden estafar a Tyler Somers, quien viajará a México a buscar a su verdadera madre. René y Chabela reúnen a los indicados para representar a la familia falsa. |                                                |                           |                      |
| 2 | «Yo soy Tyler Somers, su pariente»             | 18 de agosto de 2020      | 3.2                  |
| Andrea entrega a todos los miembros de la familia sus roles y obligaciones en su nuevo trabajo. Tyler Somers llega de sorpresa a la finca Campoamor. |                                                |                           |                      |
| 3 | «Me estoy enamorando de ti»                    | 19 de agosto de 2020      | 3.2                  |
| La familia sale a festejar la llegada del güero; Tyler le confiesa a Andrea sus sentimientos y la besa. |                                                |                           |                      |
| 4 | «El güero decide volver a su hogar»            | 20 de agosto de 2020      | 3.2                  |
| Tyler opta por regresar a Idaho tras haberse besado con Andrea, hecho que altera a toda la familia. Maty tiene una cita romántica. |                                                |                           |                      |
| 5 | «No puedo sacarte de mi corazón»               | 21 de agosto de 2020      | 3.1                  |
| El plan podría venirse abajo, debido a que Andrea se está enamorando de Tyler y él tendrá que ocultar sus sentimientos. Matilde seguirá sacándole canas verdes a Andrea. |                                                |                           |                      |
| 6 | «El último deseo de papá»                      | 24 de agosto de 2020      | 2.6                  |
| Toda la familia sale a esparcir las cenizas de papá; Tyler Somers se conmueve de cumplir su voluntad. Rocío enfrenta a Gonzalo y él le cuenta la verdad a Helena. |                                                |                           |                      |
| 7 | «El plan empieza a dar color»                  | 25 de agosto de 2020      | 2.7                  |
| Tyler le ofrece a Andrea cooperar con los gastos de la casa. Gladys y Mario casi se besan y Paulina encuentra una foto de Diego en la cartera de Sebastián. |                                                |                           |                      |
| 8 | «Gallo enchilado»                              | 26 de agosto de 2020      | 3.1                  |
| Andrea se pone tan loca al ver a tanta gente en la finca Campoamor que la agarra contra su hija. Tyler le ofrece a Katya buscar a su padre. |                                                |                           |                      |
| 9 | «¡Tenemos que actuar rápido!»                  | 27 de agosto de 2020      | 2.7                  |
| Andrea y René se llevan una sorpresa al descubrir el apoyo que Tyler desea brindarles. Diego le confiesa a Katya la verdad. |                                                |                           |                      |
| 10 | «Quiero recuperar tu amor»                     | 28 de agosto de 2020      | 2.7                  |
| Andrea le reclama a Gonzalo por no respetar las reglas y lo insulta, pero el le confiesa que quiere volver a estar con ella; Helena los ve juntos. |                                                |                           |                      |
| 11 | «¡Maty y Jaime se comprometen!»                | 31 de agosto de 2020      | 2.6                  |
| La familia festeja el compromiso de Maty y Jaime, la cual no se como reaccionara Andrea. Katya inicia su plan para separar a Paulina de Dieguapo. |                                                |                           |                      |
| 12 | «Va a arder Troya»                             | 1 de septiembre de 2020   | 2.5                  |
| Andrea amenaza a la familia con reducirles el sueldo por sus errores, así que ellos abandonan la finca Campoamor. |                                                |                           |                      |
| 13 | «Consecuencias legales»                        | 2 de septiembre de 2020   | 2.7                  |
| Andrea amenaza a Gonzalo con penalizarlo legalmente por incumplimiento de contrato y muere de celos al saber que Tyler conoció a Erika. |                                                |                           |                      |
| 14 | «¡Secuestraron a Tyler!»                       | 3 de septiembre de 2020   | 2.5                  |
| Boni y Luis deciden raptar a Tyler para darle una lección; la familia queda en shock. Maty le hace una peculiar propuesta a Jaime, alterando otra vez a Andrea. |                                                |                           |                      |
| 15 | «¡Tyler escapa!»                               | 4 de septiembre de 2020   | 2.9                  |
| Tyler logra huir de sus secuestradores. Mario y Gladys se besan por petición del güero y Sebastián recibirá una sorpresa de Ignacio. |                                                |                           |                      |
| 16 | «Hablando se entiende la gente»                | 7 de septiembre de 2020   | 2.6                  |
| Andrea le pide disculpas a Erika, pero tiene un plan para alejarla del güero. Katya y Paulina pelean y Sofía cuestiona a Gladys sobre Mario. |                                                |                           |                      |
| 17 | «Ahí te van las perruchitas»                   | 8 de septiembre de 2020   | 2.7                  |
| Katya roba un auto y escapa a Acapulco con Viiyéri. René inicia el plan de conquistar a Erika y Mario se enfrentará a Ignacio. |                                                |                           |                      |
| 18 | «¡Katya renuncia a la estafa!»                 | 9 de septiembre de 2020   | 3.0                  |
| Andrea le exige a Katya regresar a la finca, pero ella se niega. Gonzalo confiesa seguir amando a Andrea y Gladys besa a Mario. |                                                |                           |                      |
| 19 | «No hacen falta más palabras»                  | 10 de septiembre de 2020  | 2.7                  |
| Tyler y Andrea pasan una velada en Acapulco; el la besa apasionadamente. René muere de celos al verlos juntos. |                                                |                           |                      |
| 20 | «Mi silencio tiene precio»                     | 11 de septiembre de 2020  | 2.5                  |
| René amenaza al güero con decirle a todos de su amor por Andrea. Katya y Diego se besan y Tyler decide irse de la finca antes de lo previsto. |                                                |                           |                      |
| 21 | «¡Katya conoce a su 'papá'!»                   | 14 de septiembre de 2020  | 2.8                  |
| Andrea engaña a Katya haciéndole creer que Sabino es su verdadero padre. Helena ya no cree en Gonzalo. Mario le confiesa a Sofía que le fue infiel. |                                                |                           |                      |
| 22 | «¡Aquí acaba todo!»                            | 15 de septiembre de 2020  | 2.2                  |
| Mario esta en problemas, debido a que Sofía exige que le de su lugar frente a Gladys y Tyler, pero el tendrá que mentir por la estafa. Andrea se entera del chantaje de René. |                                                |                           |                      |
| 23 | «Problema tras problema»                       | 16 de septiembre de 2020  | 2.4                  |
| Tyler cita a la familia para que René les cuente la verdad, pero el inventa que se casará con Zulema. |                                                |                           |                      |
| 24 | «Todos los hombres son iguales»                | 17 de septiembre de 2020  | 2.7                  |
| Andrea termina con René al saber que se acuesta con Zulema. Katya y Viiyéri roban un reloj, lo que ocasiona que Andrea corra a Diego de la estafa. |                                                |                           |                      |
| 25 | «Como una plantita sin agua»                   | 18 de septiembre de 2020  | 2.8                  |
| Katya se quiere morir de saber que Diego estará lejos de ella. Tyler conoce a Melody. Boni le exige a Viiyéri dejar su trabajo en la finca y Diego le confiesa a Andrea que el es homosexual. |                                                |                           |                      |
| 26 | «El amor es una trampa»                        | 21 de septiembre de 2020  | 2.4                  |
| Tyler y Erika tienen una cita romántica, pero él solo piensa en Andrea. Katya sigue deprimida por Diego. |                                                |                           |                      |
| 27 | «Estalló la bomba»                             | 22 de septiembre de 2020  | 2.3                  |
| Mientras Andrea echa a andar el plan para sacar a Erika del camino de Tyler, Katya logra retener a Diego a su lado. |                                                |                           |                      |
| 28 | «¿Qué hacen los mariachis en la sala?»         | 23 de septiembre de 2020  | 2.6                  |
| Luis le lleva mariachis a Marcia y logra reconquistarla, pero Andrea se molesta y arma escándalo. Al güero se le pasan las copas y Katya lo descubre besando a Andrea. |                                                |                           |                      |
| 29 | «La más grande de las verdades»                | 24 de septiembre de 2020  | 2.6                  |
| René renuncia a la estafa y le exige su dinero a Andrea, pero ella le jura amor eterno. Erika no descansará hasta descubrir la trampa que le tendieron. |                                                |                           |                      |
| 30 | «¡El fantasma de la niña ahogada!»             | 25 de septiembre de 2020  | 2.8                  |
| Toda la familia se asusta al ver a Melody rondando por la finca Campoamor. Tyler enfrenta a Andrea por querer separarlo de Erika. |                                                |                           |                      |
| 31 | «Interpreta mi silencio»                       | 28 de septiembre de 2020  | 2.3                  |
| Tyler le exige a Andrea pedirle disculpas a Erika, pero tiene un mejor plan contra su enemiga. Megan y Viiyéri pelean a golpes por Brandon. |                                                |                           |                      |
| 32 | «Te quiero fuera de mi vida»                   | 29 de septiembre de 2020  | 2.7                  |
| Sebastián corre a Diego del departamento y no quiere volverlo a ver. Tyler le da una sorpresa a Maty que no le encantará a Andrea. |                                                |                           |                      |
| 33 | «La villana del cuento»                        | 30 de septiembre de 2020  | 2.6                  |
| Andrea se disculpa con Tyler por lo que ocurrió con Maty y se angustia al saber que el güero le llamó a Olinka para que fuera a México. |                                                |                           |                      |
| 34 | «Corrió a los brazos de la muerte»             | 1 de octubre de 2020      | 2.8                  |
| Mientras Megan sufre por secuestrar a Púas, Jaime le dice a Maty que lo mejor sería suspender la boda y Tyler se besa con Erika. |                                                |                           |                      |
| 35 | «El que paga, manda»                           | 2 de octubre de 2020      | 2.4                  |
| Es día de pago y todos exigirán justicia al ver que recibieron menos dinero. Tyler y Erika pasan un fin de semana juntos. |                                                |                           |                      |
| 36 | «¡Santa patrona de los berrinches!»            | 5 de octubre de 2020      | 2.4                  |
| Maty se resbala por accidente y culpa tanto a Andrea como Chabela de tenderle un 'compló' en su contra. Sebastián y Diego se agarran a golpes. |                                                |                           |                      |
| 37 | «Mi buena obra del día»                        | 6 de octubre de 2020      | 2.6                  |
| Andrea salva a Helena de ser saqueada por Malacara. Diego intenta arreglar las cosas con Sebastián y Zulema besa a Tyler. |                                                |                           |                      |
| 38 | «¡Güero coscolino!»                            | 7 de octubre de 2020      | 2.6                  |
| Andrea le reclama a Tyler por besar a Zulema, pero el le asegura que otra cosa sería si no fueran hermanos. Helena le pide a Brandon vigilar a Gonzalo. |                                                |                           |                      |
| 39 | «Lo amo como nunca me imaginé amar»            | 8 de octubre de 2020      | 2.6                  |
| Andrea esta histérica de que Tyler tenga varias mujeres en su vida y no puedan ser felices. Helena le prepara una sorpresa a Gonzalo. |                                                |                           |                      |
| 40 | «Ahora vamos a hacerlo a mi modo»              | 9 de octubre de 2020      | 2.4                  |
| René le dice a Andrea que si quiere que deje a Zulema, deberán formalizar su relación sin importar lo que opine el güero. |                                                |                           |                      |
| 41 | «Yo no soy el amor de tu vida»                 | 12 de octubre de 2020     | 2.6                  |
| Tyler se emborracha al saber que René ama a Andrea; le pide a su hermana que lo olvidé y acepte la propuesta de René. |                                                |                           |                      |
| 42 | «Tu perro fiel»                                | 13 de octubre de 2020     | 2.9                  |
| Para que sea creíble su relación, Andrea le exige a René que la enamore como un caballero. Diego rechaza a Katya, pero ella no se dará por vencida. |                                                |                           |                      |
| 43 | «¿Qué le hicieron a Melody?»                   | 14 de octubre de 2020     | 2.7                  |
| Melody escapa de la finca al escuchar hablar a Mario y Gladys. René le lleva flores a Andrea, y Diego le abre su corazón a Marcia. |                                                |                           |                      |
| 44 | «Plan de ligue»                                | 15 de octubre de 2020     | 2.8                  |
| Katya decide darle celos a Diego con otro hombre y su plan surte efecto. Andrea y René tienen su primera cita romántica. |                                                |                           |                      |
| 45 | «¿Cuál es la bronca?»                          | 16 de octubre de 2020     | 2.9                  |
| Katya usa a Brandon para darle celos a Diego, pero Andrea al verlos se pone histérica. Mario y Sofía intentan arreglar las cosas en su matrimonio. |                                                |                           |                      |
| 46 | «¡Descubrí tu secreto!»                        | 19 de octubre de 2020     | 2.7                  |
| Gracias a un error de Tyler, Gonzálo ya sabe que Andrea en realidad lo esta estafando y la amenaza. Brandon encuentra a Helena desmayada. |                                                |                           |                      |
| 47 | «La solución esta en tus manos»                | 20 de octubre de 2020     | 2.7                  |
| Andrea seduce a Gonzalo para evitar que su plan fracase y la delate con Tyler. Katya pone borracho a Diego para pasar la noche a su lado y aprovechándose de él. |                                                |                           |                      |
| 48 | «¿A cuánto asciende la fortuna de Tyler?»      | 21 de octubre de 2020     | 2.7                  |
| Andrea y Katya acceden a la computadora de Tyler para revisar sus cuentas bancarias, pero son descubiertas por Tyler y se molesta con ellas por tomar su computadora sin su permiso. La familia se reúne para conocer el plan de expansión de la inmobiliaria. Diego le dice a Marcia que empieza a sentirse atraído por Katya. La familia se reúne para iniciar el plan de expansión de la inmobiliaria. |                                                |                           |                      |
| 49 | «¿Falsas esperanzas?»                          | 22 de octubre de 2020     | 2.4                  |
| Debido a que Marcia fue hablar con Sebastián acerca de su relación con Diego, Sebastián le reclama a Diego por habérselo contado a ella, aparte de aclararle que ya no siente nada por el, dejando su relación irreparable. Después de ver a Sebastián, Diego le roba un beso a Katya, lo cual empieza a tener sentimientos más fuertes con ella. René es acusado de invasión de impuestos, le pide ayuda a Andrea aparte de advertirle que también ella podría ir a la cárcel por el mismo motivo. Esta accede a ayudarle, dándole dinero prestado. |                                                |                           |                      |
| 50 | «No la chifles que es cantada»                 | 23 de octubre de 2020     | 2.4                  |
| Marcia le dice a Diego que le esta dando falsas esperanzas a Katya. Gonzalo amenaza a Andrea y le pide que le de más dinero cambio de su silencio, pero en medio de la discusión, Tyler (sin saber la verdadera razón de la pelea) le pide a Gonzalo que respete a Andrea. Andrea le cuenta a René que Gonzalo los descubrió, y este le propone a Andrea de sacarlo del mapa. Nacho convence a Melody de ir con el y su mamá de viaje, esta se pone feliz de dicha propuesta, al llegar al aeropuerto, Mario los alcanza y Melody se pone todavía más feliz de dicha sorpresa, pero a Sofía no le agradó nada la inesperada aparición de Mario, lo cual estando muy molesta, le pide el divorcio a Mario. |                                                |                           |                      |
| 51 | «¡Renuncio! (I)»                               | 26 de octubre de 2020     | 2.9                  |
| Debido a las imposiciones y restricciones que Andrea le pone hacia Tyler, Maty decide irse de la finca, pero Tyler no lo permite y le ruega que se quede. En un restaurante, Diego no permite que Katya meta en problemas al mesero como ella lo hizo con el. Mario y Gladys de dejan llevar por los impulsos de sus sentimientos y hacen el amor. Tyler y Erika se besan, pero Andrea los ve y esta empieza a arder en celos. |                                                |                           |                      |
| 52 | «Los resultados de la biopsia»                 | 27 de octubre de 2020     | 2.7                  |
| Gonzalo recibe los resultados de la biopsia de Helena, la cual salió negativo. Junto con Brandon y Rocío, se unen como familia para apoyarla en su lucha. Sebastián llega a la finca gracias a la dirección que le dio Marcia, pero se decepcionará más de Diego al verlo muy romántico con Katya. Jaime busca a Tyler para hablar sobre la boda con Maty, la cual la quiere cancelar. |                                                |                           |                      |
| 53 | «Escena de teatro griego»                      | 28 de octubre de 2020     | 2.5                  |
| La mentira por poco se arruina; Luis golpea a Tyler por rentar una familia y Andrea le llora al güerito para que piense que crea que es una locura, lo cual, René lo termina encerrado en un centro psiquiátrico. Diego tras no poner atención al cruzar la calle, sufre un grave accidente. |                                                |                           |                      |
| 54 | «Entre gitanas no nos leemos la mano»          | 29 de octubre de 2020     | 2.9                  |
| Marcia les exige tanto a Andrea como a René, que le digan a ella en donde esta Luis. Andrea le reclama a Maty por aprovecharse todo este tiempo de Tyler, pero esta le dice que no es la única que lo quiere hacer, también Gladys y Mario también han estado sacando ventaja. |                                                |                           |                      |
| 55 | «Estás perdiendo puntos con el güero»          | 30 de octubre de 2020     | 2.5                  |
| Nacho entra a la recámara de Diego y se sorprende al ver a Diego con Sebastián dormidos en la misma cama, lo cual se aclara la situación. Andrea se empieza a preocupar por el poder que tiene Maty en Tyler que ella con el. Marcia y Boni rescatan a Luis en el centro psiquiátrico, pero René los descubre y los enfrenta. |                                                |                           |                      |
| 56 | «Ojalá no hubieras aparecido»                  | 2 de noviembre de 2020    | 2.7                  |
| Gracias a las presiones de Andrea con la casa de la playa, Tyler decide poner la propiedad al nombre de su hermana (falsa). Maty enfurece con Tyler, le reclama y termina por decirle que lo desprecia, a tal grado de sentirse con el corazón roto. En el restaurante, Gonzalo comienza ahogarse con el bocado de comida tras escuchar la noticia de que Brandon se quiere casar con Megan, Helena y Rocío se interponen. |                                                |                           |                      |
| 57 | «Se gana más con miel que con hiel»            | 3 de noviembre de 2020    | 2.6                  |
| Sebastián le propone a Diego que deje su empleo con Andrea y él será presentado con su familia como su pareja formalmente. Más tarde, Katya llega al departamento de Diego a intentar llevarlo con ella, pero Diego no acepta. Maty da por terminada su compromiso nupcial con Jaime. Sabino se presenta borracho a la finca Campoamor a exigir dinero, pero René lo intercepta y lo interroga. |                                                |                           |                      |
| 58 | «La cereza del pastel»                         | 4 de noviembre de 2020    | 2.7                  |
| Después de poner a Sabino en su lugar, René encara a Andrea y le pide una explicación el porque engaño a Katya y quién es su verdadero padre. Luego, Andrea busca a Sabino en su bar para amenazarlo. Katya busca a Diego en su departamento y le aconseja realizar una boda falsa para complacer a su tío Tyler. Tyler y Erika llegan a su departamento, Gladys se esconde al escucharlos y están a punto de hacer el amor. |                                                |                           |                      |
| 59 | «¡El padre de Katya es Gonzalo Heredia!»       | 5 de noviembre de 2020    | 2.7                  |
| René amenaza a Andrea con decirle la verdad a Katya, así que a ella no le queda otra que revelar la verdad. René le exige a Gonzalo mantenerse lejos de Andrea. Lolita, la madre de Sebastián, llega a la Ciudad de México pero Diego es sorprendido por ella en un momento bochornoso. |                                                |                           |                      |
| 60 | «Vamos a apresurar el plan»                    | 6 de noviembre de 2020    | 2.5                  |
| Después de que Andrea y Tyler pasarán un día juntos en un spa, pero al llegar a la finca, René les hace una escena de celos a ambos. La vida de Sebastián, Diego e Ignacio se pondrá patas arriba cuando Doña Lolita llegá a la Ciudad de México. |                                                |                           |                      |
| 61 | «Chip con rastreo satelital»                   | 9 de noviembre de 2020    | 2.3                  |
| Andrea inventa una nueva mentira, de que a Tyler le fue implantado antes de venir a México un "chip de rastreo satelital anti-secuestro" , para evitar el plan de Gonzalo. Sofía va a la finca con el fin de reclamarle a Gladys por regalarle un oso de peluche a Melody y la golpea, pero Mario llega para poner en su lugar a Sofía. Katya conoce a Lolita, la madre de Sebastián, tras ir de nueva cuenta a su departamento a buscar a Diego, pero Lolita le deja claro a Katya que su forma de vestir es muy vulgar y libertinoso. |                                                |                           |                      |
| 62 | «Acepto casarme contigo»                       | 10 de noviembre de 2020   | 2.7                  |
| Tyler quiere insistir en presentar a Erika con Mario y Gladys sin saber que ellos dos viven en la finca haciéndose pasar como sus familiares. René quiere matar a dos pájaros de un tiro, deshacerse de Gonzalo y Erika; pero Andrea no esta de acuerdo debido a que ella odia la violencia extrema. Diego llega borracho a la finca y acepta casarse con Katya, lo cual ambos le dan la noticia a Andrea y Tyler. |                                                |                           |                      |
| 63 | «Nuestro problema se llama Andrea Ibarrola»    | 11 de noviembre de 2020   | 3.0                  |
| Andrea anuncia que Katya y Diego se casarán, se lo cuenta a Tyler y el ofrece costear la boda. Gonzalo y Helena vuelven a pelear, ella culpa a Andrea de los problemas que tiene en su matrimonio. |                                                |                           |                      |
| 64 | «¡Todo se terminó!»                            | 12 de noviembre de 2020   | 2.8                  |
| Tyler quiere que en la boda de Katya haya mil invitados. Gonzalo salva a Helena del seductor Juan Carlos, pero no le puede perdonar su traición y Mario le pide el divorcio a Sofía. |                                                |                           |                      |
| 65 | «Quien siembra tormentas, cosecha tempestades» | 13 de noviembre de 2020   | 3.0                  |
| Andrea aprovechará la separación de Gonzalo para vengarse de él; Helena descubre que Gonzalo y Andrea son amantes. Tyler le pide a Andrea que le jure que jamás se van a separar. |                                                |                           |                      |
| 66 | «El hombre que amo eres tú»                    | 16 de noviembre de 2020   | 2.8                  |
| Andrea aprovechará la separación de Gonzalo para vengarse de él; Helena descubre que Gonzalo y Andrea son amantes. Tyler le pide a Andrea que le jure que jamás se van a separar. |                                                |                           |                      |
| 67 | «Nadie se mete con mi mujer»                   | 17 de noviembre de 2020   | 2.9                  |
| René enfrenta a golpes a Gonzalo por ser amante de Andrea. Helena discute con Gonzalo y este se lleva un fuerte golpe. René enfrenta a Andrea y le pide que le explique su relación con Gonzalo. |                                                |                           |                      |
| 68 | «Yo soy el amor de tu vida»                    | 18 de noviembre de 2020   | 2.9                  |
| Tyler desea ver a Andrea como su hermana y no como mujer. Sofía presume su nuevo look y deja boquiabierto a Mario. Melody sufre por culpa de Lady Ebria. Brandon descubre la verdad de su padre con Andrea. |                                                |                           |                      |
| 69 | «Una cortina de humo»                          | 19 de noviembre de 2020   | 2.7                  |
| Gonzalo le reclama amor a Andrea y le pide terminar con René. Andrea y René tienen un nuevo plan contra Tyler. René le confiesa al güerito que su relación terminó con Andrea. |                                                |                           |                      |
| 70 | «En la guerra y en el amor todo se vale»       | 20 de noviembre de 2020   | 2.9                  |
| Andrea cuestiona a Tyler sobre sus sentimientos. René le dice a Gonzalo que lo suyo con Andrea ya terminó. Tyler reserva una suit nupcial para la noche de bodas de Katya y Diego. |                                                |                           |                      |
| 71 | «Despedida de soltero exprés»                  | 23 de noviembre de 2020   | 2.6                  |
| Tyler le dice a René que lamenta mucho que Andrea lo haya terminado, pero él le responde que el motivo de la reunión es para despedir la soltería de Diego, antes de que se case con Katya. Por otro lado, Sebastián decide salir del clóset y revelarle toda la verdad a su mamá a través de una carta, la cual mientras ella duerme, el la introduce dentro de su maleta, pero la carta termina en manos de Ignacio, y este la lee. |                                                |                           |                      |
| 72 | «Casado se va a morir de amor por mí»          | 24 de noviembre de 2020   | 3.3                  |
| Viiyéry le dice a Katya que no debe casarse porque está engañando a Diego pero le contesta que está celosa, así que la saca a jalones mientras le dice que no le va arruinar su día. Ignacio le pide a Sofía vivir juntos. |                                                |                           |                      |
| 73 | «Los declaro marido y mujer»                   | 25 de noviembre de 2020   | 3.3                  |
| A pesar de que Katya está muy ilusionada por estar con Diego ya en unión matrimonial, durante su boda suceden cosas que no se espera, Sabino se presenta a la boda, le pide a Andrea dinero a cambio de que no le diga la verdad a Katya, y Gonzalo le pregunta a Chabela si el es el padre de Katya. |                                                |                           |                      |
| 74 | «En la boca del lobo»                          | 26 de noviembre de 2020   | 3.2                  |
| René busca a Sabino para arreglar cuentas, pero correrá peligro al ser acorralado por Sabino y su gente. Maty sufre por el robo de su dinero. Nacho enfrenta a Sebastián y lo desprecia. |                                                |                           |                      |
| 75 | «A calzón quitado»                             | 27 de noviembre de 2020   | 2.5                  |
| Katya empieza a abrir los ojos a la realidad, acepta que Diego no la quiere ni siente nada por ella. Gladys descubre que esta esperando un bebé de Mario. Sebastián le dice a a Andrea que Diego y Katya tuvieron relaciones sexuales. |                                                |                           |                      |
| 76 | «Te desgraciaste la vida»                      | 30 de noviembre de 2020   | 2.7                  |
| Andrea se infarta al saber que Katya sigue desconsolada por el rechazo de Diego, y le cuenta a su mamá que la boda fue real. Mario cuestiona a Gladys después de encontrar la prueba de embarazo que ella se hizo. Tyler busca a Diego para hablar sobre Katya, pero empieza a creer que el esconde algo. |                                                |                           |                      |
| 77 | «Caíste en una trampa»                         | 1 de diciembre de 2020    | 2.8                  |
| Marcia le revela a Diego que la boda no fue falsa, pero en ese instante, René llega y sorprende a Diego con un golpe en la cara. Andrea sufre al ver a Katya devastada, pero Tyler le propone a Andrea que se vaya de viaje con Katya para que la ayude a distraerse. Mario empieza a despreciar al bebé que espera Gladys. |                                                |                           |                      |
| 78 | «Por las buenas o por las malas»               | 2 de diciembre de 2020    | 2.7                  |
| Marcia le reclama a René por haber golpeado a Diego en su propia casa. Diego se molesta con Katya por haberlo engañado con la boda y claro a ella que no la ama, pero Katya lo amenaza con nunca darle el divorcio. Mario le ofrece una disculpa a Gladys por su comportamiento negativo ante el embarazo, y Tyler anuncia a la familia que Mario y Gladys esperan un bebé. |                                                |                           |                      |
| 79 | «Nunca sabrás más de mí»                       | 3 de diciembre de 2020    | 2.6                  |
| Andrea le pide a Viiyéri que no se le aparte para nada de su hija. Katya le deja una carta a Andrea donde se despide para siempre y sin que nadie se de cuenta, se va de la casa; Andrea la busca desesperadamente. Después, Katya camina sin tener rumbo por toda la ciudad, y termina refugiándose dentro de las oficias de la inmobiliaria. René decide cobrar venganza contra Sabino, quemando por completo su billar. |                                                |                           |                      |
| 80 | «Andrea y Helena hacen un pacto»               | 4 de diciembre de 2020    | 2.6                  |
| Katya le cuenta a Andrea que Sabino le dijo que ella le esta ocultando algo, pero Andrea le jura a Katya ya no guardarle secretos y le pide que regrese a la finca, a lo cual, Katya acepta. Tyler, Chabela y Viiyéri se ponen contentos al ver que Katya regresa a la finca. Sabino intenta llamar a Andrea pero René le responde la llamada y lo amenaza, después, Sabino termina sufriendo un accidente. Olinka le llama a Andrea para decirle que está en la Ciudad de México y que la quiere ver en el aeropuerto, pero René se sorprende con la belleza de Olinka, lo cual hace que Andrea se ponga celosa. Sebastián corre a Diego del departamento. |                                                |                           |                      |
| 81 | «Tu llegada cambió nuestras vidas»             | 7 de diciembre de 2020    | 3.0                  |
| Sofía pierde el la cordura al saber que Mario esta esperando un bebé con Gladys. Andrea le agradece a Tyler por apoyar a Katya en su depresión. Luis y Marcia aceptan que Diego se quede en su casa temporalmente, pero Diego al confesarle a Luis que el es gay para evitar malos entendidos, Luis se desmaya de la impresión. Megan se pelea por Brandon y ataca a Viiyéri provocando un cortocircuito en el cybercafé. Katya decide irse de viaje con Viiyéri a Europa para olvidar el mal rato que tuvo. |                                                |                           |                      |
| 82 | «Yo no soy tu padre»                           | 8 de diciembre de 2020    | 2.9                  |
| Estando solos, Tyler le dice a Andrea que no puede sacarla de su corazón, pero René los encuentra solos y muere de celos al ver que Andrea y Tyler casi se besan. Andrea se pone a dudar en seguir con la estafa en contra del gringo o rendirse al amor. Gladys se pone muy feliz por su primer ultrasonido al lado de Mario. Sofía le confiesa a Mario que todavía sigue enamorada de él, luego ellos dos hacen el amor pero la situación acaba muy mal. Sabino decide irse muy lejos pero antes, le llama a Katya para decirle que el no es su padre y Andrea le ha ocultado la verdad. |                                                |                           |                      |
| 83 | «La reina de las mentiras»                     | 9 de diciembre de 2020    | 2.9                  |
| Después de recibir la llamada de Sabino, Katya siente desprecio por Andrea le revela en frente de toda la familia falsa lo que ella le hizo, por lo que todos se quedan sorprendidos, por lo que no le queda más de otra a Andrea de contarle a Katya que conoció a su papá en una sola noche hace años atrás. Tyler también se decepciona de Andrea y le pide una explicación de lo que acaba de ocurrir. Erika le vuelve a sugerir a Tyler de volverse a hacer la prueba de ADN. |                                                |                           |                      |
| 84 | «Andrea es una víctima»                        | 10 de diciembre de 2020   | 2.7                  |
| Andrea y René inventan una nueva mentira para limpiar la imagen de Andrea. Sofía le dice a Gladys que tuvo relaciones con Mario y le destroza el corazón. |                                                |                           |                      |
| 85 | «¡Renuncio! (II)»                              | 11 de diciembre de 2020   | 2.6                  |
| Tyler consuela a Andrea y Gladys desprecia a Mario por haberla engañado con Sofía y decide renunciar e irse de la finca Campoamor. |                                                |                           |                      |
| 86 | «Hay que matar al güero»                       | 14 de diciembre de 2020   | 2.8                  |
| Olinka y René pactan deshacerse de Tyler si nombra a Andrea como su heredera universal. Andrea amenaza a Mario con correrlo si no logra que Gladys regrese a la finca. |                                                |                           |                      |
| 87 | «Andrea y René despelucan al güero»            | 15 de diciembre de 2020   | 3.0                  |
| Tyler le entrega fajos de billetes a Andrea para que pague el supuesto problema legal; ambos celebran. Don Salvatorre es despedido y Tyler le ofrece quedarse a vivir en la finca. |                                                |                           |                      |
| 88 | «El premio a la mamá del año»                  | 16 de diciembre de 2020   | 2.8                  |
| Andrea intenta comprar a Katya con el dinero que le dio Tyler, pero ella lo rechaza. Gonzalo le exige a Andrea parte del motín que le dio Tyler. |                                                |                           |                      |
| 89 | «Una oferta difícil de rechazar»               | 17 de diciembre de 2020   | 2.9                  |
| Gonzalo le exige a Andrea parte de la billetiza o amenaza con contarle todo a Tyler. Andrea le prepara una sorpresa a Gonzalo. Tyler le deja claro a Erika que ya hay alguien en su corazón. |                                                |                           |                      |
| 90 | «¡Prueba de ADN!»                              | 18 de diciembre de 2020   | 2.7                  |
| Gonzalo le exige a Andrea hacerle una prueba de ADN a Katya para ver si es o no su hija. Sebastián invita a Paulina a salir y Chabela y Katya se encuentran. |                                                |                           |                      |
| 91 | «Paulina, ¡soy gay!»                           | 21 de diciembre de 2020   | 2.6                  |
| Andrea descubre que Katya esta viviendo en casa de Luis y le exige que regresea a la finca. Tyler le da un regalo a Erika para reconciliarse y Brandon le rompe el corazón a Rocío. |                                                |                           |                      |
| 92 | «Andrea sufre un colapso»                      | 22 de diciembre de 2020   | —                    |
| Nacho consuela a Paulina tras saber que Sebastián, su mayor ilusión amorosa es homosexual y sigue sufriendo por su amor. Andrea desgreña a Marcia por traidora y le exige no meterse con su hija. Sofía enloquece al ver el cuarto de Gladys y destruye las cosas del bebé. |                                                |                           |                      |
| 93 | «Con el alma en un hilo»                       | 23 de diciembre de 2020   | —                    |
| Chabela encuentra a Andrea tirada en el suelo de su recámara y pide que llamen a una ambulancia. Mario le reclama a Sofía por destrozar las cosas del bebé; ella se golpea el ojo y le hace creer a Melody que fue Mario. Andrea sufre arritmia por estrés y se reconcilia con Katya. |                                                |                           |                      |
| 94 | «¿Abortar la misión?»                          | 24 de diciembre de 2020   | —                    |
| Andrea le confiesa a Katya que piensa en cancelar la estafa; además le pide a René no actuar en contra de Gonzalo. Paulina se desahoga con Erika por la confesión de Sebastián sobre su sexualidad, a lo cual, Diego decide ir a buscar a Paulina para darle una explicación. Tyler se entera de que Diego también es gay, pero Andrea le pide a Tyler que no hable con Diego. Mario enfrenta a Sofía. |                                                |                           |                      |
| 95 | «Con mi hija no»                               | 25 de diciembre de 2020   | —                    |
| Diego recibe un mensaje de Tyler sobre Katya. Andrea le reclama a Diego por qué Tyler ahora sabe sobre sus preferencias. Gonzalo intenta acercarse a Katya, pero Andrea le pone un alto. Diego le revela a Katya que es gay. |                                                |                           |                      |
| 96 | «Soy la heredera universal de Tyler Somers»    | 28 de diciembre de 2020   | —                    |
| Para su gran sorpresa, Andrea revisa el testamento de Tyler y descubre que es la heredera universal de su fortuna. Mientras tanto, Diego le confiesa a Katya que es gay, pero ella trata de creer dicha confesión hasta terminar con el corazón roto. |                                                |                           |                      |
| 97 | «Matar dos pájaros de un tiro»                 | 29 de diciembre de 2020   | —                    |
| Luego de escuchar el hallazgo de Andrea, Gonzalo tiene un nuevo plan entre manos, pues ya no solo planea deshacerse de René, sino de Tyler, para así quedarse con Andrea. |                                                |                           |                      |
| 98 | «Mi gran error»                                | 30 de diciembre de 2020   | —                    |
| Erika descubre el secreto de Tyler, que la mujer que está en su mente, es Andrea. Mario, sin importarle la orden de restricción, recoge a Melody a la salida de su escuela, pero Sofía es avisada por el chofer de la escuela de Melody, y le da aviso a las autoridades. Andrea esta entre la espada y la pared con la decisión de matar a Tyler, pero debido a que Andrea no quiere que corra sangre, René le da una opción, de abandonarlo en las cavernas "Sal si puedes" en Chihuahua. |                                                |                           |                      |
| 99 | «Hasta nunca, Tyler»                           | 31 de diciembre de 2020   | —                    |
| Sin saberlo, Tyler se embarca en un viaje que podría costarle la vida. Katya se venga de Diego. René sospecha que Andrea está enamorada de Tyler. Katya engaña a Sebastián, diciéndole que ella espera un hijo de Diego. |                                                |                           |                      |
| 100 | «¡Tyler sufre un accidente!»                   | 1 de enero de 2021        | 2.3                  |
| Gonzalo y Malacara llevan a cabo su plan, colocan una bomba en la ala trasera en el helicóptero donde va Tyler a bordo. Ya con el helicóptero al aire, Malacara acciona la bomba, provocando que se desprenda partes del helicóptero, sobre todo la puerta, haciendo que Tyler salga absorbido de ella, cayendo en entre los árboles del bosque sin imaginar que estaría gravemente herido al ser travesado por una rama en su pulmón izquierdo. Andrea es avisada sobre el accidente que tuvo Tyler y va corriendo al hospital. Andrea llega al hospital y el médico le da noticias de que Tyler esta en estado crítico, pero en ese instante, René llega a la sala de espera, pero Andrea lo recibe cacheteándolo varias veces pensando que fue él, a lo cual el le asegura que su plan fue siempre abandonarlo en las cavernas tras la petición de Andrea de no matarlo. El médico regresa a avisar que Tyler necesitará sangre B- para su intervención quirúrgica, a lo cual, René al tener el mismo tipo de sangre, se ofrece a donar con urgencia. |                                                |                           |                      |
| 101 | «Resiste mi amor»                              | 4 de enero de 2021        | 2.5                  |
| Katya le avisa a todos que Tyler tuvo un accidente y van corriendo al hospital por la salud de Tyler. Andrea sufre por la salud de Tyler; el entra a terapia intensiva. Erika cuestiona a Andrea sobre sus sentimientos. El Doctor informa a Andrea y a René que Tyler va evolucionando favorablemente. Gonzalo enfrenta a Malacara por el fracaso del plan y no soporta que Tyler haya sobrevivido. |                                                |                           |                      |
| 102 | «Las causas exactas del accidente»             | 5 de enero de 2021        | 2.5                  |
| Andrea, Maty, Katya y Viiyéri están visitan a Tyler en el hospital, pero después se sorprenden que Tyler empieza a recobrar el conocimiento cuando oyé a Maty llorar por el. Gonzalo va molesto a su casa a reclamarle a Helena por haber llamado a Tyler, pero ella le deja en claro que se volvió un monstro y que tarde o temprano, todo se paga. Gonzalo va al hospital a amenazar a René y Andrea, pero ellos no se dejan intimidar por el. Andrea esta contenta de ver a Tyler fuera de peligro, pero al salir del cuarto, se encuentra a Helena; ella intenta ver a Tyler pero Andrea se lo impide y Katya quiere averiguar a qué fue Helena al hospital. Por videollamada, Tyler le pide a Rodrigo que contrate a alguien para investigar su accidente, a lo que la detective Vanessa Larios se presenta al hospital para comenzar con la investigación del accidente. |                                                |                           |                      |
| 103 | «La verdadera madre de Tyler Somers»           | 6 de enero de 2021        | 2.5                  |
| Después de estar unos días internado en el hospital, Tyler es dado de alta tras su buena evolución y es recibido en la finca con una fiesta de bienvenida, a lo cual, Tyler le agradece a René por haberle salvado la vida. Sebastián cambia de rostro pero no de alma, y su corazón seguirá insistiendo en Diego. Doña Crucita, la verdadera madre del güero, llega a la finca Campoamor, pero cuando la enfermera Dulce deja sola a Crucita para ir al baño, esta se encuentra con Tyler y lo reconoce, diciéndole que se llama Leopoldo; Andrea le da una explicación a Tyler sobre lo que acaba de ocurrir. Vanessa le informa a Tyler que su accidente fue un atentado - Nota: Este episodio introduce a Ferdinando Valencia como suplente de Eleazar Gómez, tras su salida. |                                                |                           |                      |
| 104 | «Me voy a quedar para siempre»                 | 7 de enero de 2021        | 2.6                  |
| Katya esta esperando el momento para que Diego la busque, su sueño se hace realidad, pero Diego la cita para hablar de su divorcio, a lo que esta le dice que esta esperando un bebé de él. Diego le cuenta a Sebastián que ya le dieron su plaza como mesero en la universidad. Tyler anuncia que se quedará para siempre con su familia y abrirá una planta de su empresa, después, le confiesa a Mario, René y Gonzalo que sufrió un atentado. René termina su compromiso con Andrea. |                                                |                           |                      |
| 105 | «Embriagado de amor»                           | 8 de enero de 2021        | 2.6                  |
| Para asegurarle la mentira a Diego que esta esperando un hijo de él, Katya se roba la prueba de embarazo de Gladys y se la muestra delante de él y también a su mamá; Andrea duda a Katy sobre su embarazo. Sebastián se entera por palabras de Diego, y le reclama el embarazo de Katya, a lo que Diego, decide ponerle fin a su relación con Sebastián. Tyler y Andrea se relajan tras la pedida de mano de Maty, se les pasan las copas a ambos y terminan haciendo el amor. |                                                |                           |                      |
| 106 | «Todo era una farsa»                           | 11 de enero de 2021       | 2.9                  |
| Después de hacer el amor pasados de tragos, Tyler se siente mal por cometer un pecado con su hermana y sale apenado de la habitación. René entra a la habitación y le reclama a Andrea por haberse acostado con el gringo, pero al discutir a gritos, no se imaginarían que Tyler los escucharía detrás de la puerta, descubriendo que su familia es falsa y todo es parte de una estafa. Andrea se entera por Chabela que Tyler está muy enojado, decide ir a hablar con Tyler a su habitación pero él se va de la finca saliéndose por la ventana. Andrea le confiesa a Chabela que se acostó con Tyler y ella piensa que él se fue por esa misma razón. Diego le cuenta a Luis que terminó su noviazgo con Sebastián, y por el otro lado, Sebastián se desahoga con Paulina sobre el embarazo de Katya. |                                                |                           |                      |
| 107 | «¡Quiero que ellos paguen!»                    | 12 de enero de 2021       | 2.9                  |
| Andrea le confiesa a Katya que está enamorada de Tyler y que hicieron el amor la noche anterior. Tyler continúa sufriendo por la traición de Andrea y tiene pesadillas. Debido a que Tyler se fue, para Andrea no le que más que mentirle a todos en la finca, diciéndoles que Tyler estará ausente por algunos días. Tyler le pide a la detective Larios investigar a la familia falsa y Rodrigo llega a México para apoyar a Tyler con todo lo relacionado con la estafa. Helena descubre que Katy es hija de Gonzalo, ella le reclama y le muestra la prueba que da la comprobación de que Katy es su hija; Gonzalo le reclama a Andrea por ocultarle la verdad sobre Katya y ella le confirma que Katya es su hija. |                                                |                           |                      |
| 108 | «Solo quiero la verdad»                        | 13 de enero de 2021       | 3.2                  |
| Gonzalo condiciona por una semana a Andrea para decirle toda la verdad a Katya. Rodrigo escucha el análisis que hizo Tyler sobre su falsa familia y queda sorprendido con las mentiras de Andrea; Tyler sospecha que no todos están implicados en la farsa. Andrea se desahoga con Chabela por la amenaza que le hizo Gonzalo y le pide ayuda a René para evitar que Gonzalo hable y Andrea busca a Helena para pedirle que no le diga nada a Katya. Katya y Viiyéri salen juntas a un bar, Rodrigo esta en el mismo lugar y ve a Katya por primera vez, quedando sorprendido con la belleza de Katya. |                                                |                           |                      |
| 109 | «Lobos con piel de oveja»                      | 14 de enero de 2021       | 3.0                  |
| Tyler se encuentra solo en su recámara de hotel, y su cabeza sigue dando vueltas acerca de la estafa y no puede creer que su mamá también este involucrada. Andrea les dice a todos en la finca que Tyler se fue de un momento a otro, haciendo que todos se preocupen, sobre todo, por su sueldo. Erika llega a la finca para saber sobre el paradero de Tyler y Andrea le hace creer a Erika que ya denunció la desaparición de Tyler. Rodrigo llega a la finca y se impacta nuevamente con la belleza de Katya, reencontrándose cara a cara con ella. Maty le dice a Rodrigo que Tyler está desaparecido, a lo que Andrea le explica a Rodrigo que no sabe la razón de por qué Tyler desapareció. |                                                |                           |                      |
| 110 | «Un amor que duele tanto»                      | 15 de enero de 2021       | 2.7                  |
| Después de visitar la finca Campoamor, Rodrigo le cuenta a Tyler que parte de su familia falsa en realidad lo quiere, sobre todo, Maty; Tyler aconseja a Rodrigo de invitar a cenar a Katya para sacarle información. Andrea se pone feliz por la cena entre Katya y Rodrigo; horas después, dicha cena se lleva a cabo. Tyler llega al restaurante para espiar la cena, pero se sorprende al ver a Andrea en el mismo lugar, lo que intentará esconderse a toda costa de ella. Katya se mancha su vestido al sorprenderse de todos los negocios de Tyler, pero se sorprende más de ver que Andrea la esta espiando en el restaurante y le reclama. Momentos después, Katya le revela a Rodrigo que conocieron a Tyler por medio de Olinka y se pone sensible al recordar a Diego. Rodrigo y Tyler llegan a la hipótesis de que Olinka también es parte de la estafa. |                                                |                           |                      |
| 111 | «Una oferta que no podrás rechazar»            | 18 de enero de 2021       | 2.7                  |
| Gonzalo logra impedir que Katy no tome por su embarazo. Diego se desahoga con Sebastián y el le pide que hable con Katya. Rodrigo se acerca con Katya para platicar sobre su relación con Diego, haciendo que ella tenga confianza en el. Tyler se entera de que Katy está embarazada de Diego. Rodrigo sospecha que Andrea puede ser una de las personas implicadas detrás de su atentado en el helicóptero. Andrea le ofrece a Gonzalo más dinero para que no revele que el es el verdadero padre de Katya. René golpea a Diego y le pide que no se acerque a Katya, y Diego busca a Andrea a la finca para reclamarle que haya mandado a René a golpearlo. |                                                |                           |                      |
| 112 | «Una nueva etapa»                              | 19 de enero de 2021       | 3.0                  |
| Aparte de reclamarle por haber mandado a golpearlo, Diego le reclama a Andrea por querer separarlo de su hijo y le pide a Sebastián que no se meta en lo de René. No obstante, Sebastián busca a René y le da tremenda paliza. Tyler cita a toda su familia falsa a una cena y todos llegan a la reunión. Andrea le agradece a Rodrigo y le pide que le explique que porque los citó a todos. Momentos después, Tyler sorprende a todos al aparecer en la reunión y Andrea le pide a Tyler que hablen a solas un momento. Tyler les explica a todos por qué tuvo que irse sin avisar, pero Maty comienza a sentirse mal. Andrea le pide a todos que traten a Rodrigo como a Tyler y este anuncia que regresó para quedarse definitivamente con todos y presenta a Rodrigo formalmente. |                                                |                           |                      |
| 113 | «Vengo a cuidar mis intereses»                 | 20 de enero de 2021       | 3.2                  |
| Olinka sorprende a Andrea al aparecerse en la finca Campoamor para exigir su dinero, aparte de luchar por el amor de Tyler Somers y esto provoca los celos de Andrea y Erika. |                                                |                           |                      |
| 114 | «Esto se está poniendo color de hormiga»       | 21 de enero de 2021       | 2.9                  |
| Rodrigo cacha a Andrea y René quemando los documentos de la inmobiliaria. Olinka le exige a Andrea meterle velocidad a la estafa o serán descubiertas. |                                                |                           |                      |
| 115 | «Tener la cabeza fría»                         | 22 de enero de 2021       | 2.9                  |
| Olinka amenaza con matar a Katya si Andrea revela la estafa. Tyler descubre que todos fueron contratados por Andrea para fingir ser su familia. Katya le revela a Andrea que no está embarazada. |                                                |                           |                      |
| 116 | «Daños colaterales»                            | 25 de enero de 2021       | 2.8                  |
| Andrea habla con Tyler a solas y quiere saber si siente algo por Olinka. Olinka llega a la finca para tratar asuntos con Tyler y aprovecha que se encuentra con Katya para tirarla por las escaleras. Andrea y todos se preocupan al ver a Katy en el piso. Gracias al accidente, Katya finge haber perdido al bebé, lo cual con la ayuda del doctor, hacen que la familia se traguen dicha mentira. Katya le confiesa a Andrea que Olinka la tiró por las escaleras, lo cual la hace estallar en furia y le reclama a Olinka por lo que le hizo a Katya, respondiéndole con una cachetada, pero Olinka tiene en pie en aniquilar a Tyler para que Andrea cobre la herencia. |                                                |                           |                      |
| 117 | «Una tonta venganza»                           | 26 de enero de 2021       | 2.8                  |
| Chabela le informa a Andrea que la policía llegó, pero en realidad Mario es detenido por la denuncia que hace Sofía, haciendo que Tyler se sorprenda al ver dicha situación. Tyler le pide a Andrea lo que Sofía le insinuó. Melody se pone muy enojada por lo que su mamá le hizo a su papá y se empieza a no dejar en caer en las manipulaciones de su madre. Mario queda en libertad después de que Sofía retirará la denuncia y le explica todo a Tyler, incluido, le dice a Tyler que lo quiere como si fuera su hermano. Diego le pide a Katy despedir a su hijo de manera simbólica, pero ella aprovecha para decirle a Diego que nunca estuvo embarazada, Diego la perdona. Rodrigo entrega a Tyler el resultado de la prueba de ADN de Maty, y descubre que ella no es su verdadera madre. |                                                |                           |                      |
| 118 | «Es hora que los cuervos se saquen los ojos»   | 27 de enero de 2021       | 3.1                  |
| Durante el partido de Frontón, Brandon comienza a convulsionarse en la cancha; es llevado al hospital en donde el doctor le informa a Brandon que tiene un tumor en el cerebro y este le reclama a Helena por heredarle su enfermedad. Katya acompaña a Viiyéri a su taxi, pero Rodrigo la ve y la regaña por estar levantada; Katya le pide un abrazo a Rodrigo tras cerrar su ciclo con Diego pero la tensión es muy fuerte que los lleva a los dos al punto de querer besarse. Malacara es finalmente detenido a las afueras del negocio de René. Tyler designa a Mario como gerente de todos sus negocios, pero Gonzalo explota ante toda la familia y le reclama a Tyler por elegir a Mario. Olinka quiere ocupar el lugar de Andrea en la estafa y esta le da una cachetada. |                                                |                           |                      |
| 119 | «Se pintó de colores»                          | 28 de enero de 2021       | 2.8                  |
| Olinka le dice a Andrea que ella será quién termine con la vida de Tyler, ellas pelean a golpes pero René llega a separarlas. Gonzalo llega a una colonia muy peligrosa, discute con unos delincuentes pero termina siendo asaltado y golpeado por los mismos, después de recibir tremenda paliza, los maleantes deciden prenderle fuego, haciendo que Gonzalo se queme. Tyler quiere que toda su familia trabaje en su empresa y durante la cena, Katya se arma de valor y confiesa enfrente de toda la familia sobre su mentira del embarazo. Gladys le confiesa a Mario sobre la estafa de Tyler y que este quiere desenmascarar a Andrea. La Detective Vanessa cita a Tyler en un restaurante para decirle que Gonzalo fue quien le pagó a Malacara para derribar su avión. Tras ser diagnosticado con un tumor en el cerebro, Brandon se arriesga aceptando la operación para extirpar el tumor. Tyler y Rodrigo hablan sobre Gonzalo, pero Andrea los interrumpe para avisarle a Tyler que Gonzalo se fue de la finca. Tyler le pide a Marcia que le diga todo lo que sabe de Gonzalo, confesándole a Tyler que Katya es hija de Gonzalo. |                                                |                           |                      |
| 120 | «¿Dónde esta Matilde Rojas?»                   | 29 de enero de 2021       | 3.0                  |
| Marcia le cuenta a Tyler que Katya es hija de Gonzalo, así como Gonzalo y Andrea tuvieron un romance en el pasado. Olinka le deja claro a Andrea que va a conquistar a Tyler para llevar a cabo el plan de eliminarlo del mapa. Rodrigo se entera de la noble causa que está haciendo Katya sobre la operación de Brandon y se terminan besando. Sin odio ni rencores por lo sucedido, Diego invita a Katya y Rodrigo a su fiesta de graduación; Katya le confiesa a Rodrigo que su beso es lo mejor que le ha pasado. Tyler se entera de que Olinka empujo a Katya a propósito por las escaleras, Maty sin pelos en la lengua le dice a Olinka que no la soporta, pero también descubre que René tiene una relación con Olinka. Andrea se enfurece al saber que Olinka se hospedará en la finca. |                                                |                           |                      |
| 121 | «En la que te metiste Brunilda»                | 1 de febrero de 2021      | 3.0                  |
| Melody se asusta al ver a su madre en un ataque de nervios, lo cual decide escapar de ella; pero tras intentar alcanzar a Melody, Sofía es atropellada en la calle, ocasionándole heridas graves y tendrá que ser operada con urgencia. Maty le confiesa a Tyler la relación de Olinka con René, también Tyler enfrenta a Maty y le revela que en realidad esta participando en una estafa. Andrea entra a la recámara sin previo aviso, pero Maty rápidamente disimula su discusión con Tyler. Maty le deja en claro a Tyler que lo quiere como si fuera su propio hijo. |                                                |                           |                      |
| 122 | «La prueba de fuego»                           | 2 de febrero de 2021      | 2.6                  |
| En la noche mientras todos descansan, Olinka intenta seducir a Tyler, pero este la rechaza; Chabela la ve entrando a la recámara del güero y va a contarle a Andrea en donde se burlan de ella. Tras el accidente, Sofía se encuentra estable de salud saliendo del peligro; ella despierta y acepta que estuvo mal al querer escapar con Melody. Olinka recibe el veneno para eliminar a Tyler, todos se preguntan que es pero Olinka les miente que es un perfume. Tyler le informa a la familia que va a cambiar su testamento y quiere que Andrea sea la presidenta de su nueva fundación. Olinka le cuenta a René que su idea de envenenar a Tyler fracaso tras levantar sospechas. Andrea y Maty firman en la notaría para ser parte de la fundación. Zulema muere de celos al ver a René con Olinka, lo cual, decide renunciar y olvidar el amor de René. |                                                |                           |                      |
| 123 | «Así nos tocó el destino»                      | 3 de febrero de 2021      | 3.0                  |
| Olinka le reclama a Andrea por su nombramiento como directora en la fundación de Tyler, Andrea no se queda atrás y decide ponerle un alto a Olinka. Pasan los días y Olinka quiere saber si Andrea le dará el dinero de la fundación. Rocío le cuenta a Brandon que Katya es la media hermana de ambos; Brandon pide detalles. Andrea decide regresarle a Tyler el dinero que le prestó; René la espía a través de una pluma espía que tiene grabando a la caja fuerte. Katya visita a Brandon después de que el esta recién llegado del hospital, pero Brandon aprovecha su visita para confesarle a Katya que son hermanos pero Katya le cuesta tanto creer que Gonzalo es su padre. Andrea busca a Tyler para regresarle su dinero y le pregunta si se casaría con ella en caso de que no fueran hermanos. |                                                |                           |                      |
| 124 | «Di tus últimas palabras»                      | 4 de febrero de 2021      | 2.8                  |
| Katya busca respuestas con Chabela tras la revelación de Brandon sobre que ella es hija de Gonzalo Heredia y le reclama a Andrea por ocultarle que Gonzalo es su padre; Katya no quiere volver a ver en su vida a Andrea pero le costará dicha confesión. Rodrigo llega para tranquilizar y escuchar a Katya, esta le confiesa a Rodrigo todo sobre la estafa y que todo fue una mentira para sacarle dinero a Tyler, pero el le afirma a Katya que junto con Tyler ya sabían desde un inicio que se trataba de una estafa. Rodrigo le confiesa sus sentimientos a Katya. Olinka termina traicionando a René. Tyler le da los cheques con fondos a Andrea y ella se despide de Chabela pero Olinka las escucha. Andrea hace la transferencia de la cuenta de la fundación y Tyler recibe la notificación del banco. Olinka sorprende a Andrea metiéndose a su automóvil y la secuestra, llegando al bosque, Olinka y Andrea discuten, pero Olinka le dispara dos veces a Andrea, dejándola malherida. |                                                |                           |                      |
| 125 | «Una mujer con la suerte destorcida»           | 5 de febrero de 2021      | 3.2                  |
| Mientras Andrea se encuentra herida de muerte en el bosque por los disparos que recibió de Olinka, Tyler esta dispuesto a denunciar a Andrea por la estafa. René le llama por teléfono a Andrea pero la que recibe la llamada es Olinka, quien se vuelve a burlar de René. Rodrigo recibe una notificación del Banco, la cual recibe los 10 millones de dólares que Andrea había recibido y que antes de ser secuestrada por Olinka ella devolvió; Katya le confiesa a Tyler que Andrea le iba a decir la verdad sobre la estafa. Olinka es perseguida por la policía saliendo del bosque, pero al llegar al retén de la Guardia Nacional, esta choca con una barda de contención haciendo que el automóvil en el que venía ella estalle del impacto, provocándole la muerte. En el funeral de Andrea, Katya sufre por la muerte de su madre y René se presenta al velorio, lo cual, Katya lo culpa por la muerte de Andrea. Diego y Sebastián llegan para acompañar a Katya en su dolor. René descubre que Olinka puede ser quién murió en el carro incendiado y no Andrea como todos y el incluido, piensan. Rocío y Brandon le dan el pésame a Katya, ella les confiesa que la vida le quitó a una madre pero le regaló dos medios hermanos. Chabela le confesará a Tyler la verdad sobre Andrea y Katya sueña con la despedida de Andrea en el lago de Xochimilco. René descubre que Andrea está viva gracias a una familia que la encontró moribunda en el bosque y le avisa a Tyler que Andrea está viva. Andrea se encuentra entre la vida y la muerte, en el túnel se reencuentra con su madre. |                                                |                           |                      |
| 126127 | «Perdona nuestros pecados»«Saldar cuentas»     | 7 de febrero de 2021      | 3.6                  |
| Para Andrea se le presenta una segunda oportunidad de estar viva y empieza a emendar sus errores; Andrea lleva a Tyler ante su verdadera madre. Lolita encuentra a Sebastián en la cama con Diego, al principio le cuesta tanto creerlo, pero el amor que le tiene a su hijo y de verlo feliz, decide aceptarlo tal y como es. René se entrega ante la justicia tras rechazar la ayuda de Tyler. Gonzalo termina pobre y con quemaduras graves, vagabundeando por la ciudad y sin saber que es su padre, Rocío le regala un pastelito. Katya y Rodrigo unen sus vidas el mismo día en el que Andrea se entrega a la justicia para poder merecer el amor de Tyler Somers; pasan tres años rápidamente y Andrea se vuelve a reencontrar con Tyler cuando este la espera a fuera de la cárcel, para finalmente estar juntos para toda la vida. |                                                |                           |                      |

## Producción
Originalmente, las grabaciones comenzarían el 30 de marzo de 2020, pero debido a la pandemia por COVID-19 en México, la producción fue suspendida hasta nuevo aviso. Sin embargo, la producción comenzó grabaciones el 9 de junio de 2020, en los foros 10 y 15 de Televisa San Ángel, en la cual también se realizó una misa en donde asistió parte del reparto como Itatí Cantoral, Juan Soler, Luis Roberto Guzmán, Jacqueline Andere, Patricio Castillo, Nora Salinas, Gala Montes, Laura Vignatti y Rodrigo Abed. La telenovela se presentó el 16 de junio de 2020, durante el Up-front virtual de Univision para la temporada en televisión 2020-21. La producción está dirigida por Víctor Rodríguez y Aurelio Ávila, mientras que la dirección de cámaras está a cargo de Gabriel Vázquez Bulman y Alejandro Frutos Maza, teniendo confirmado un aproximado de 122 episodios, la cual reabre la producción de telenovelas largas en Televisa.

### Salida de Eleazar Gómez de la producción
A finales de octubre de 2020, Eleazar Gómez (actor que interpreta a «Sebastián de la Mora» dentro de la trama) fue detenido por cometer violencia doméstica en contra de su pareja, la modelo peruana Stephanie Valenzuela en su domicilio de la Ciudad de México. Entre inicios de noviembre hasta finales de marzo de 2021, el actor estaba vinculado a proceso judicial y recluido en el Reclusorio Norte de la Ciudad de México. Derivado a lo anterior, el 10 de noviembre de 2020 el productor Nicandro Díaz González, lanzó vía Twitter un comunicado de prensa en donde anuncia que el actor es despedido de la producción, la cual hace énfasis que «ni Televisa, ni la producción apoyan ningún tipo de violencia», la cual anuncia que se realizará un casting para encontrar al actor que lo pueda reemplazar en el mismo personaje. Entre los actores que hicieron casting, estuvieron Michel López, Ruy Senderos y Juan Pablo Gil, entre otros. El 18 de noviembre de 2020, Televisa lanzó un comunicado de prensa en donde se anuncia que el actor Ferdinando Valencia, fue elegido para seguir con el personaje que dejó Eleazar tras su detención, la cual su primera aparición en pantalla fue en el episodio «La verdadera madre de Tyler Somers».

## Recepción

### Audiencia
| Temporada | Horario (CT) | Episodios | Primera emisión      | Primera emisión      | Última emisión       | Última emisión       | Prom. de espectadores (millones) |
| Temporada | Horario (CT) | Episodios | Fecha                | Audiencia (millones) | Fecha                | Audiencia (millones) | Prom. de espectadores (millones) |
| --------- | --- | --------- | -------------------- | -------------------- | -------------------- | -------------------- | -------------------------------- |
| 1         | lunes a viernes 20:30 - 21:30 h. (eps. 1-30) lunes a viernes 18:30 - 19:30 h. (eps. 31-125) domingo 20:30 - 23:00 h. (ep. 126) | 126       | 17 de agosto de 2020 | 3.3                  | 7 de febrero de 2021 | 3.6                  | —                                |

### Crítica
El sitio especializado "La Hora de la Novela" le otorgó una calificación de 8/10 argumentando: “En conjunto la telenovela resulta buena para pasar un rato agradable. El tono, la dirección y sobre todo la integración del elenco hacen de este un producto respetable”.
El crítico Álvaro Cueva escribió en su columna del periódico Milenio que La mexicana y el güero es: “lo mejor de la ficción de antes con lo mejor de los nuevos melodramas, un ejercicio bastante interesante que parte de un formato internacional y que involucra a varias marcas, no sólo a Televisa”.

## Premios y nominaciones

### TV Adicto Golden Awards 2020
| Categoría                         | Nominados         | Resultados |
| --------------------------------- | ----------------- | ---------- |
| Mejor actriz en personaje cómico  | Jacqueline Andere | Ganadora   |
| Mejor revelación femenina         | Gala Montes       | Ganadora   |
| Mejor actuación especial femenina | Lorena Velázquez  | Ganadora   |
| Mejor estrella femenina           | Itatí Cantoral    | Ganadora   |